# Regionální ekonomické partnerství

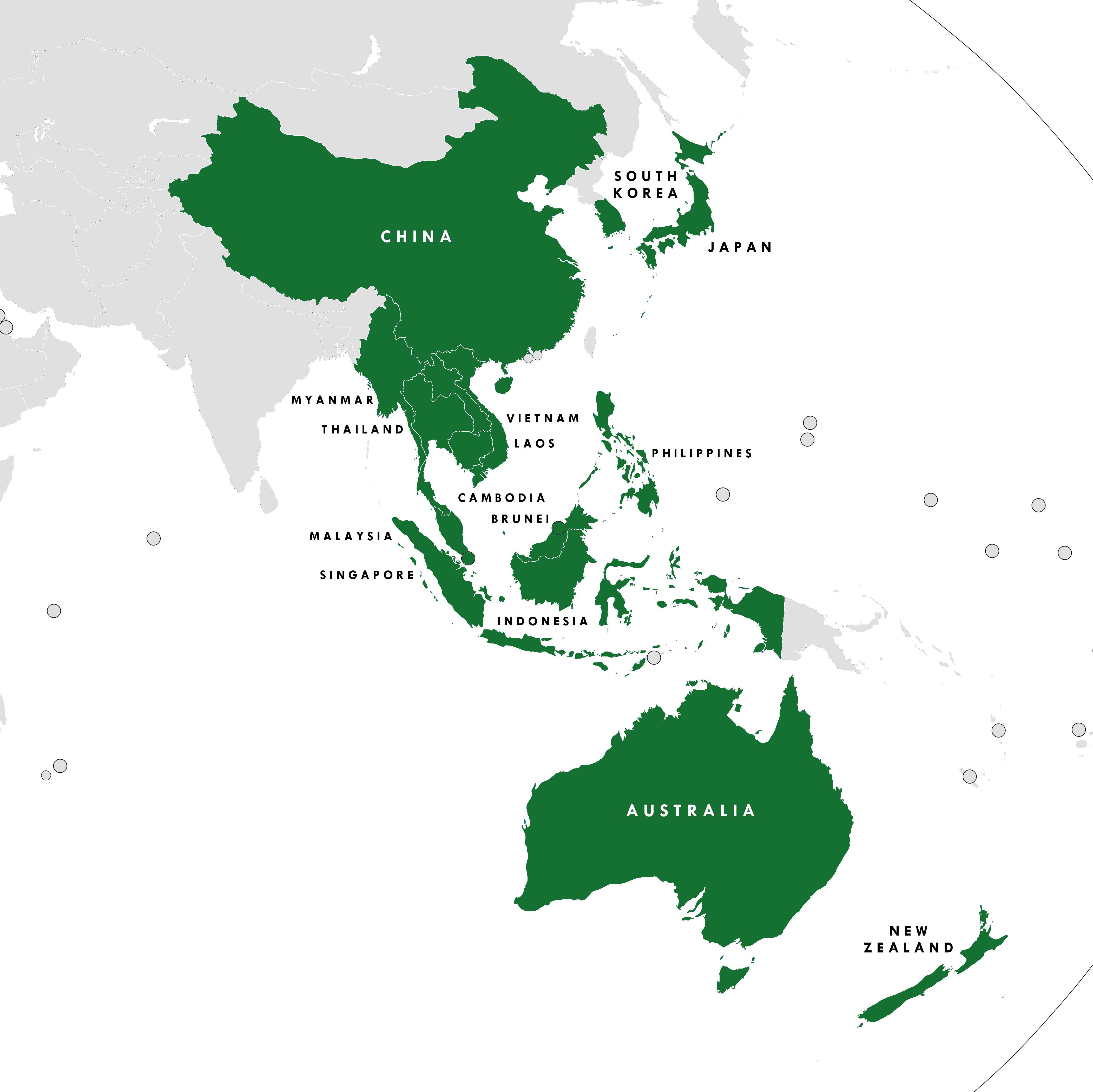
Země tvořící Regionální ekonomické partnerství

Regionální ekonomické partnerství (anglicky Regional Comprehensive Economic Partnership, RCEP) je zóna volného obchodu patnácti zemí asijsko-pacifického regionu. Jedná se o největší zónu volného obchodu na světě, zahrnující státy se 2,2 miliardami obyvatel (cca čtvrtinou světové populace) a úhrnným HDP 26,2 bilionu dolarů, tj. kolem třetiny světového HDP; krom obchodu se týká služeb, investic, telekomunikací i autorských práv.
K jejím výhodám patří snížení cel, posílení dodavatelských řetězců a nastavení společných obchodních pravidel v různých oblastech vzájemného obchodu. Zúčastněným zemím má umožnit provozování udržitelného obchodu i zotavení hospodářství po pandemii covidu-19.

## Historie a členské země
Uzavření původní dohody šestnácti zemí bylo původně plánováno na listopadový summit nejvyšších představitelů účastnických zemí v Singapuru roku 2018, v roce následujícím však od plánované dohody odstoupila Indie. Finální dohoda patnácti zemí byla podepsána dne 15. listopadu 2020, na okraji summitu Sdružení národů jihovýchodní Asie (ASEAN) ve vietnamské metropoli Hanoji.
Dohoda vytvořila volnou ekonomickou zónu mezi deseti zeměmi Sdružení národů jihovýchodní Asie (Brunej, Filipíny, Indonésie, Kambodža, Laos, Malajsie, Myanmar, Singapur, Thajsko a Vietnam), Austrálií s Novým Zélandem a ekonomicky i populačně silnými zeměmi východní Asie (Čína, Japonsko, Jižní Korea); jejím členem nejsou naopak Spojené státy, jejichž prezident Donald Trump odmítl k dohodě přistoupit. Podle některých názorů je vznik nového partnerství důkazem postupného přesunu hospodářské aktivity do asijského regionu a ekonomického vzestupu Číny, která dohodu výrazně prosazovala a jíž by mohla pomoci snížit míru závislosti na zámořských trzích a technologiích.